# Episodi di Pagan Peak (seconda stagione)
La seconda stagione della serie televisiva Pagan Peak (Der Pass), sottotitolata Nel mirino del killer composta da otto episodi, è stata trasmessa in Germania su Sky One il 21 gennaio 2022.
In Italia è andata in onda su Sky Investigation dal 7 al 28 luglio 2022.
| nº | Titolo originale      | Titolo italiano     | Prima TV originale | Prima TV Italia |
| -- | --------------------- | ------------------- | ------------------ | --------------- |
| 1  | Prüfungen             | Ritorno al passato  | 21 gennaio 2022    | 7 luglio 2022   |
| 2  | Das Böse in den Augen | Il male negli occhi | 21 gennaio 2022    | 7 luglio 2022   |
| 3  | Du bist mein Bruder   | Tu sei mio fratello | 21 gennaio 2022    | 14 luglio 2022  |
| 4  | Der Wilderer          | Il bracconiere      | 21 gennaio 2022    | 14 luglio 2022  |
| 5  | Mir zwaa              | Noi due             | 21 gennaio 2022    | 21 luglio 2022  |
| 6  | Der lange Schlaf      | Il lungo sonno      | 21 gennaio 2022    | 21 luglio 2022  |
| 7  | Hinter der Maske      | Dietro la maschera  | 21 gennaio 2022    | 28 luglio 2022  |
| 8  | Verrat                | Tradimento          | 21 gennaio 2022    | 28 luglio 2022  |